# آنو آگروال
آنو آگروال (به انگلیسی: Anu Aggarwal) (زاده ۱۱ ژانویه ۱۹۶۹) بازیگر، مدل سابق هندی است.
از فیلم‌هایی که وی در آن نقش داشته است می‌توان به عموی شاه، عاشقی، بازگشت دزد جواهرات، کتاب مقدس رام اشاره کرد.